# Barranca de los Laureles
Barranca de los Laureles es una localidad del municipio de Zacoalco de Torres ubicado en la región sur del estado mexicano de Jalisco.

## Geografía
La localidad se ubica a 7.7 kilómetros (en dirección oeste) de la localidad de Zacoalco de Torres, la cabecera y lugar más poblado del municipio. Se sitúa en las coordenadas geográficas 20°14′56″N 103°38′09″O / 20.248889, -103.635833, a una elevación de 1,458 metros sobre el nivel del mar.

## Demografía
Según el Conteo de Población y Vivienda 2020, efectuado por el Instituto Nacional de Estadística y Geografía, la localidad de Barranca de los Laureles tiene 330 habitantes, de los cuales 179 son del sexo masculino y 151 del sexo femenino. Su tasa de fecundidad es de 3.46 hijos por mujer y tiene 106 viviendas particulares habitadas.
| Gráfica de evolución demográfica de Barranca de los Laureles entre 1900 y 2020 |
|                                                                                |
| INEGI.                                                                         |